# Station Cannes
Station Cannes is een spoorwegstation in de Franse gemeente Cannes.